# 이집트의 교육
이집트는 MENA(중동과 북아프리카)에서 가장 큰 규모의 교육 체제를 갖추고 있다. 이집트의 교육 분야는 1990년대 초부터 급격히 성장해왔다.

## 역사

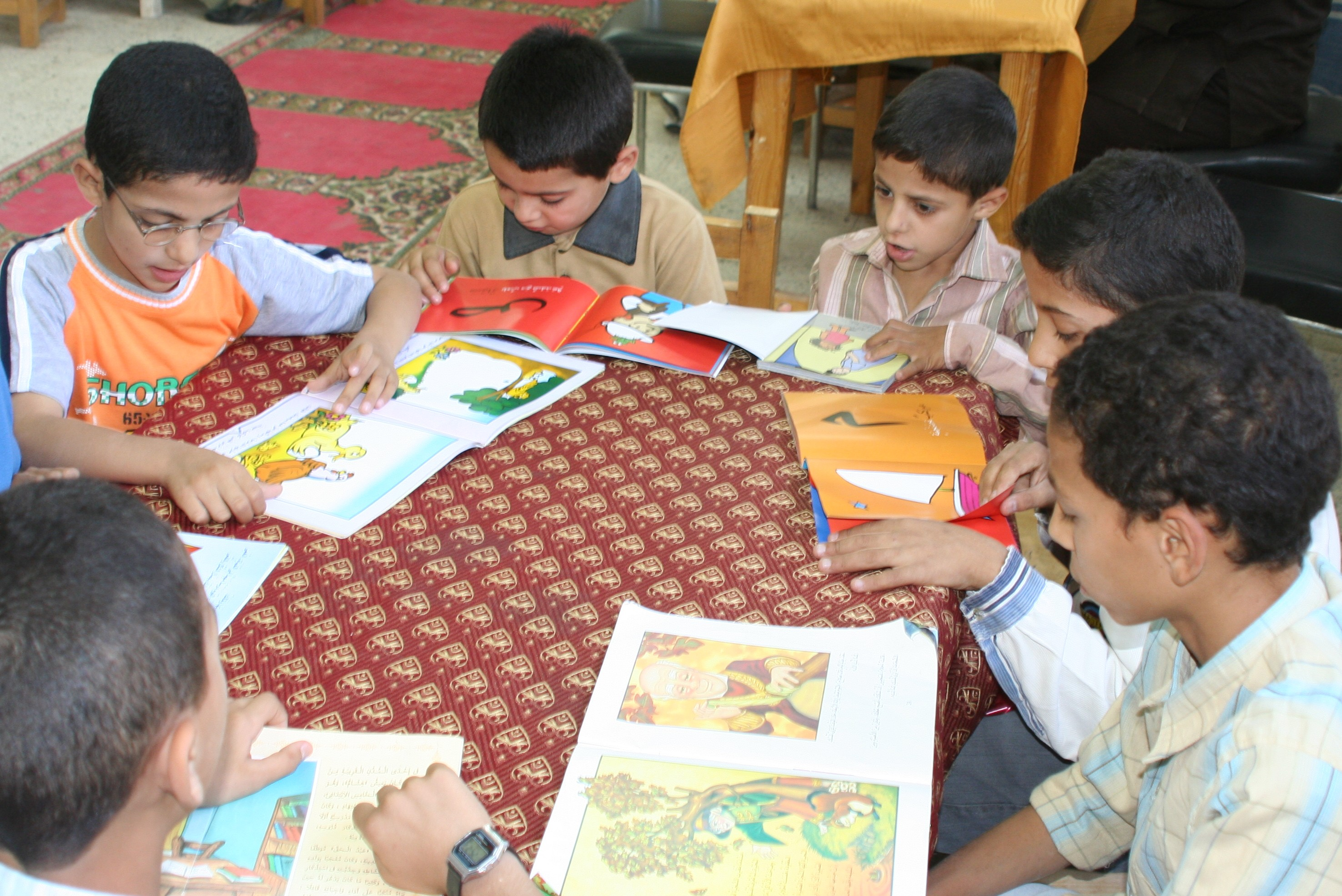
독서 중인 이집트 소년들

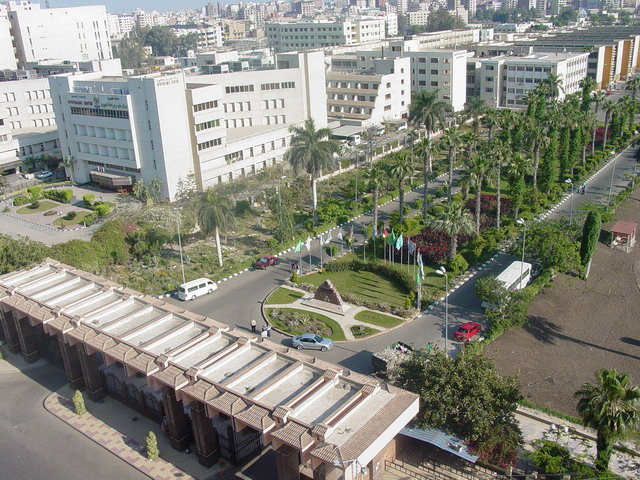
만수라 대학

1923년 이집트 왕국 독립시에 제정한 헌법으로 초등교육의 무상의무화가 규정되었다. 2차대전 후 근대화 노력과 교육개혁이 진행되었다. 특히 1951년에는 법률로써 국가적 교육체제의 정비를 갖추었으며, 1953년에는 교육법으로써 학교제도를 고쳐 직업·기술교육의 진흥에 기여했다.  1956년, 교육법은 현행 교육제도의 기초로서 학교제도의 근대화와 초등교육 의무제를 규정하고 6세에 시작하도록 하였다. 공립학교는 전부 무상교육이고, 국립학교도 1962년 이후에는 전단계가 무상이다. 교육행정은 지방분권화되어 문부성(文部省)은 실질적인 권한과 책임을 지방교육 행정당국에 위임하였다.
학교체제는 6년제의 초등학교, 3년제의 하급 및 상급 중등학교, 고등교육기관 등으로 되어 있다. 또 중등학교는 하급·상급 외에 보통과정과 직업과정으로 구분되어 있다. 그리고 초등교원 양성학교는 하급보통중등학교 졸업 후 5년간의 과정을 이수하게 되어 있다. 중등교육 단계를 졸업한 자에게는 대학입학 자격이 부여되며, 기술계 중등교육 수료자는 고등기술교육기관으로 진학할 수 있다.
이집트의 고등교육기관으로는 가장 유명한 것은 1천 년의 전통을 가진 알아즈하르 대학교가 있다.
정부는 1961년엔 고등교육성(高等敎育省)을, 1962년에는 고등교육계획위원회를 발족시키는 등 고등교육 발전을 위해 많은 노력을 기울였다. 문부성은 공립학교 및 보조금을 받는 사립학교의 커리큘럼을 규정하며, 여성교육은 몇 개 교과를 제외하고는 남성과 같은 교육과정을 적용하도록 하고 있다.
1960년대의 취학률은 소년이 95%, 소녀가 75%로, 위임통치시의 각각 65% 및 15%에 비하여 많은 발전을 하였다.

## 인구 통계
이집트의 2005년 문해율은 남자 83%, 여자 59%, 전체 71%이다..
정부와 비정부기구들은 교육에서 남녀 차이를 줄이고, 보통 초등 교육이라는 2015년 밀레니엄개발목표(MDG)를 달성하고자 한다.
이집트 교육 체제는 매우 중앙집중적이며, 3가지 수준으로 나뉜다.
- 기본 교육 (التعليم الأساسى, al-Taʿaleem al-Asassī)
  - 초기 단계
  - 입학준비 단계
- 2차 교육 (التعليم الثانوى, al-Taʿaleem al-Thanawī)
- 2차 후 교육 (التعليم الجامعى, al-Taʿaleem al-Gammeʿī)

## 학교 유형

### 공립 학교
공립학교에는 일반적으로 아라빅 학교와 실험언어학교의 두 종류가 있다.
- 아라비아어 학교에서는 국정 아라비아어 교육과정을 기본으로 가르친다. 국정 영어 교육과정은 4학년부터 시작되며, 프랑스어는 2차 교육에서 제2외국어로 추가된다.

- 실험언어 학교에서는 국정 교육과정(과학, 수학, 컴퓨터) 대부분을 영어로 가르친다. 예비 교육에서 제2외국어로 프랑스어가 추가된다. 상급 영어 교육과정은 모든 교육단계에서 제공된다. 사회연구는 아라비아어로 가르친다. 학생들은 7살에 1학년으로 들어갈 수 있는데, 이는 아라비아어 학교에 들어갈 수 있는 나이보다 1살 많은 것이다.

### 사설 학교
사설학교에는 일반적으로 3가지 형태가 있다.
- 보통 학교
- 언어 학교
- 종교 학교 : 아즈하르 학교처럼 종교에 기반을 둔 학교이다.

## 같이 보기
- 이집트의 대학교
- 이집트의 대학교 목록